# Capri Holdings
Capri Holdings Limited, tidigare Michael Kors Holdings, är ett brittiskt multinationellt förvaltningsbolag inom konfektion som äger modehusen Jimmy Choo, Michael Kors och Versace.
Företaget grundades 1981 av modedesignern Michael Kors och den 15 december 2011 blev företaget publikt och listades på New York Stock Exchange (NYSE). I juli 2017 meddelades det att företaget hade köpt Jimmy Choos modehus för 1,2 miljarder amerikanska dollar. I januari 2019 köpte man även Versace för 2,12 miljarder dollar. Man offentliggjorde samtidigt att företaget skulle byta namn till det nuvarande eftersom man skulle bli ett förvaltningsbolag som äger fler modehus än bara Michael Kors.
För 2020 hade de en omsättning på mer än 5,5 miljarder dollar och en personalstyrka på 17 006 anställda. Deras huvudkontor ligger i London i England.